# 劉文煜
劉文煜（？—？）字镜澄，江苏江宁人，中华民国政治人物。

## 生平
劉文煜是清朝举人。中华民国时期，曾任警察厅秘书。1918年，递补熙凌阿出任中华民国第二届国会蒙古参议员，1920年，第二届国会解散。